# Sant Rafel del Riu
Sant Rafel del Riu (oficialment en castellà San Rafael del Río), també conegut com a Sant Rafael del Riu i Sant Rafel del Maestrat, és un municipi del País Valencià situat a la comarca del Baix Maestrat, al límit del País Valencià amb Catalunya.

## Geografia
El terme presenta pocs accidents, a excepció del riu Sénia, que talla perpendicularment l'extens glacis, que s'allarga entre les muntanyes de Benifassà i la mar Mediterrània. Sant Rafel del Riu ocupa una part d'aquest glacis entre les cotes dels 300 m d'altitud per sobre el nivell del mar. Paral·lel al riu Sénia i servint de divisori pel costat meridional, corre el barranc de la Barbiguera. La font del Draper subministra l'aigua a la població.
Limita amb Traiguera i Canet lo Roig a la comarca del Baix Maestrat. També limita a la comarca catalana del Montsià, de la que se separa pel Riu Sénia, amb La Sénia i Ulldecona.

## Història
El seu origen és proper en el temps, va ser el 28 de novembre de 1927 quan va aconseguir fer-se municipi independent de Traiguera. L'acta corresponent va ser signada en el seu moment pel llavors alcalde de Sant Rafel, Patrici Fonollosa i pels consellers Manel Balada, Ramon Beltran Grau i Baptista Cervera Castell i el secretari F. Caudet.
En aquell any tenia una població de quasi 800 persones repartides en nombroses masies, que s'havien anat construint al mateix temps que es van anar llaurant els antics terrenys coberts de matoll i es van plantar oliveres. Fins a mitjans del segle xix Sant Rafel no havia sigut sinó una masia més entre tantes, però en aquest segle, la producció d'oli d'oliva en el seu terme municipal va anar augmentant, fins a aconseguir vint molins en plena producció en el moment de la seua independència de Traiguera. En l'actualitat es conserven diversos molins antics, com Canet, Castell, De Roca, Bordales i Molí l'Om.
Encara que es tracta d'una població relativament recent, a la seua rodalia s'han descobert vestigis del que va poder ser alguna posada o vil·la, construïda al costat de l'antiga Via Augusta. Després, la seua història quedaria emmarcada en la de Traiguera, poble construït el 1234 per Jaume I i entregada a l'orde de l'Hospital a l'any següent, va passar després a la de Montesa i així fins a 1927, any en què es van dividir les seues jurisdiccions municipals.

## Demografia
| Evolució demogràfica (des de 1877) Censos de població | Evolució demogràfica (des de 1877) Censos de població | Evolució demogràfica (des de 1877) Censos de població |
| ----------------------------------------------------- | --- | ----------------------------------------------------- |
|                                                       | |                                                       |
| Notes:                                                | Aquestes dades ofereixen la població de dret (1930-1991) i la població resident (2001-2011). El 1927 es va separar del municipi de Traiguera, i les dades anteriors estan incloses en aquest municipi. |                                                       |
|                                                       | Font: Institut Nacional d'Estadística |                                                       |

| Població | 455 | 451 | 445 | 451 | 481 | 482 | 511 | 532 | 551 | 546 | 550 | 552 | 556 | 546 | 512 |

## Economia
Basada en l'agricultura i la ramaderia. Existeix indústria del moble i un polígon industrial de recent creació.

## Política i govern

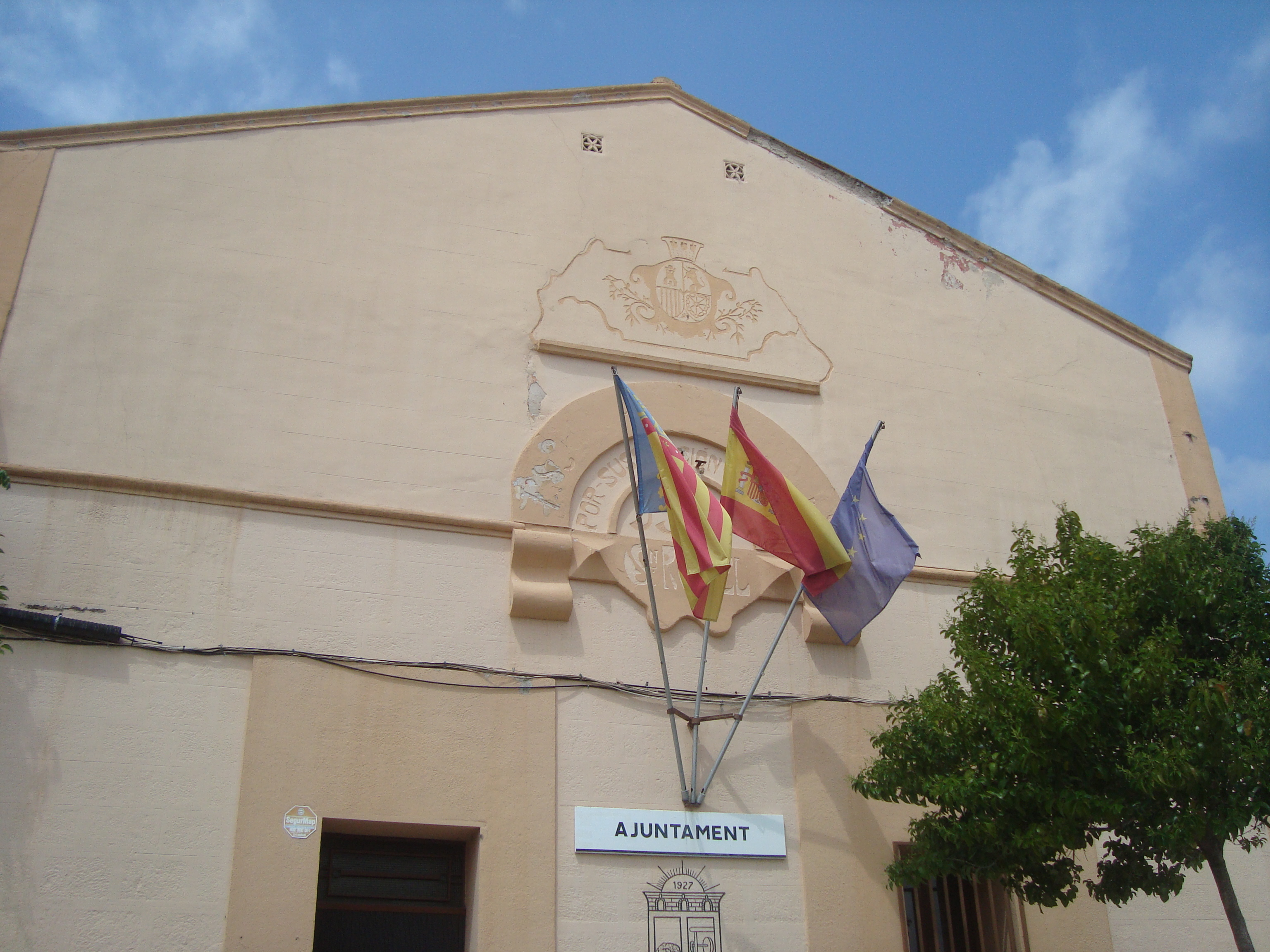
Ajuntament de Sant Rafel del Riu

### Alcaldia
Des de 2003 l'alcalde de Sant Rafel del Riu és Domènec Giner i Beltran del Partit Popular (PP).
| Període                       | Alcalde o alcaldessa                                | Partit polític   | Data de possessió     | Observacions         |
| ----------------------------- | --------------------------------------------------- | ---------------- | --------------------- | -------------------- |
| 1979–1983                     | Domingo Giner Fonollosa                             | UCD              | 19/04/1979            | --                   |
| 1983–1987                     | Domingo Giner Fonollosa                             | AP-PDP-UL-UV     | 28/05/1983            | --                   |
| 1987–1991                     | Domingo Giner Fonollosa                             | AP               | 30/06/1987            | --                   |
| 1991–1995                     | José Antonio Cervera Martí Enrique Fornos Fonollosa | UV PSPV-PSOE     | 15/06/1991 ??         | ?? --                |
| 1995–1999                     | Enrique Fornos Fonollosa José Antonio Cervera Martí | PSPV-PSOE UV-I-C | 17/06/1995 16/06/1997 | Dimissió/renúncia -- |
| 1999–2003                     | Enrique Fornos                                      | PSPV-PSOE        | 03/07/1999            | --                   |
| 2003–2007                     | José Domingo Giner Beltrán                          | PP               | 14/06/2003            | --                   |
| 2007–2011                     | José Domingo Giner Beltrán                          | PP               | 16/06/2007            | --                   |
| 2011–2015                     | José Domingo Giner Beltrán                          | PP               | 11/06/2011            | --                   |
| 2015–2019                     | José Domingo Giner Beltrán                          | PP               | 13/06/2015            | --                   |
| 2019-2023                     | José Domingo Giner Beltrán                          | PP               | 15/06/2019            | --                   |
| Des de 2023                   | José Domingo Giner Beltrán                          | PP               | 17/06/2023            | --                   |
| Fonts: Generalitat Valenciana |                                                     |                  |                       |                      |

### Resultats eleccions municipals de 2015

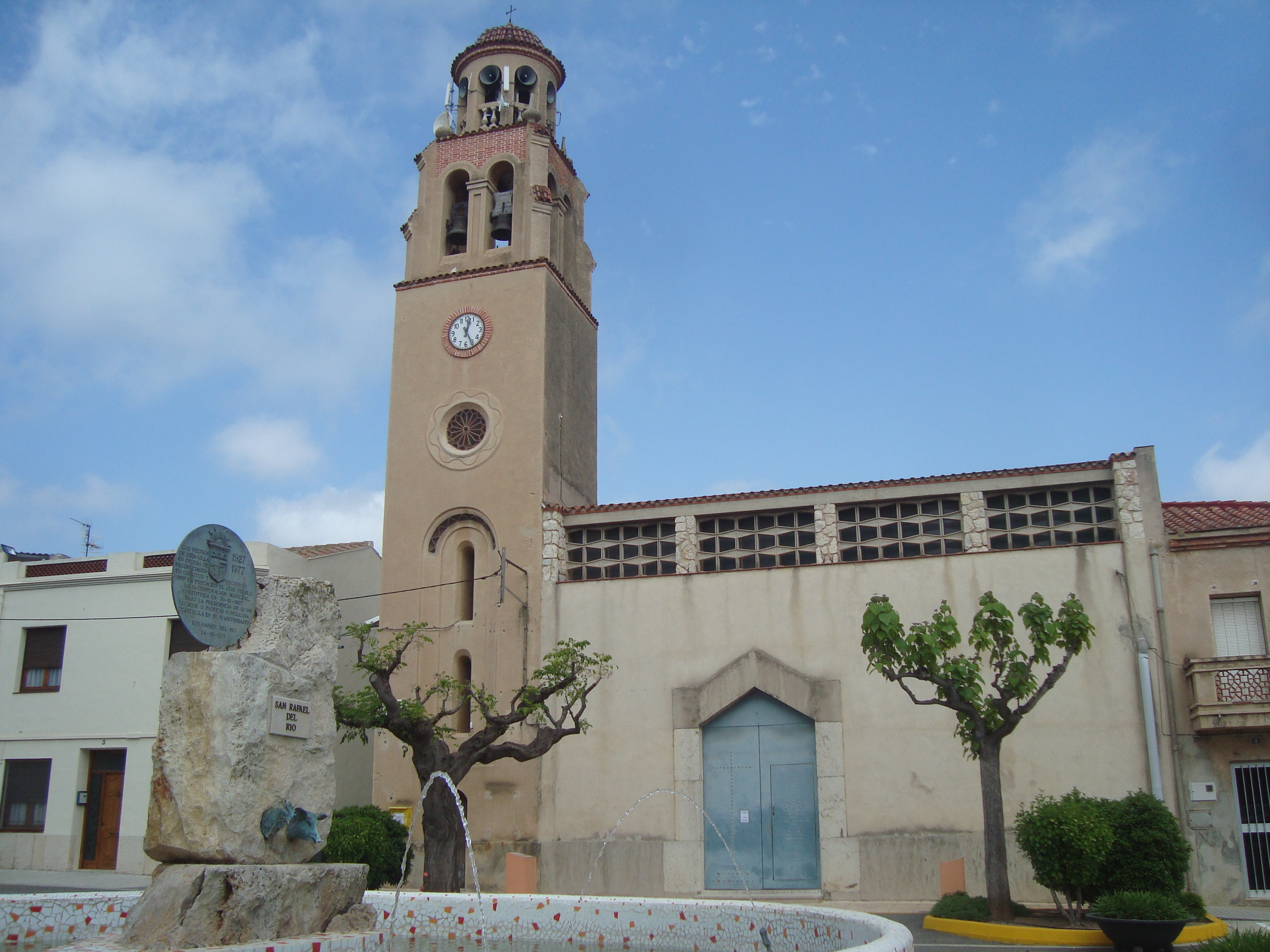
Església parroquial de Sant Rafel del Riu

| Candidatura | Candidatura | Cap de llista              | Vots | Regidors | % vots |
| ----------- | ----------- | -------------------------- | ---- | -------- | ------ |
|             | PPCV        | José Domingo Giner Beltrán | 203  | 6        | 70.98% |
|             | PSPV-PSOE   | Juan Antonio Beltran       | 56   | 1        | 19.58% |
|             | En blanc    |                            | 27   | -        |        |
|             | Nuls        |                            | 28   | -        |        |
| Total       | Total       | 314                        | 314  | 7        |        |

## Festes locals
- Mare de Déu del Carme. Se celebra el 16 de juliol.
- Sant Rafel. Se celebra el 24 d'octubre.

## Llocs d'interès
- Molí Canet
- Església Parroquial de Sant Rafel Arcàngel